# 커맨드 앤 컨커 3: 타이베리움 워
커맨드 앤 컨커 3: 타이베리움 워(Command & Conquer 3: Tiberium Wars)는 윈도우와 엑스박스 360에서 돌아가는 EA 로스앤젤레스에서 개발한 실시간 전략 시뮬레이션 게임이다. 이 게임은 웨스트우드 스튜디오에서 1999년 개발한 커맨드 앤 컨커: 타이베리안 선과, 타이베리안 선의 확장팩 파이어스톰의 후편이다. 이 게임에서는 노드 형제단(Brotherhood of Nod)이 전 세계적으로 지구 방위 기구(GDI, Global Defence Initiative)에 대항하여 일으킨 전쟁의 모든 것을 담고 있다. 이 게임에는 커맨드 앤 컨커 시리즈 중 커맨드 앤 컨커: 타이베리안 시리즈에 새로운 세 번째 종족 스크린(Scrin)을 소개하고 있다.
케인 에디션이라고 명명된 커맨드 앤 컨커 3: 타이베리움 워의 특별판은 전 세계적으로 10만 장이 제작되었고 특전으로 고유의 패키지 넘버와 보너스 디스크, 게임 스킨등이 포함되어 있다. 그러나 한국에 발매된 케인 에디션은 위의 10만 장에 포함되는 제품이 아니기에 고유 패키지 넘버와 보너스 디스크등은 포함하지 않고 있다. .
2008년 3월 24일, 확장팩 《커맨드 앤 컨커 3: 케인의 분노》(Command & Conquer 3: Kane's Wrath)가 출시되었다.

## 줄거리
커맨드 앤 컨커 3: 타이베리움 워는 파이어스톰이 끝난 지 17년 후인 2047년에 발발하게 되었다. 지구 방위 기구와 노드 형제단이 서로 대립하는 사이, 타이베리움 오염은 지구의 생태계를 파괴할 지경까지 오게 되었다. 이에 GDI는 지구를 3개의 구역으로 나누게 되었다.
첫 "레드 존"은 타이베리움의 오염이 극심해서 탄소기반 생명체가 살아남기 힘든 30% 지역을 통틀어 부르는 이름이고, 레드 존보다 타이베리움 오염이 심각하지 않은 50%는 "옐로 존"으로 구역을 나눴다. 이 옐로 존은 전 세계인구의 대부분이 거주하고 있는 곳이다. 다년간의 전쟁과 반란으로 옐로 존의 문명은 붕괴되고 현재 그 지역은 노드 형제단의 영향력 하에 있다. 그리고 나머지 타이베리움의 오염이 심하지 않고 전쟁으로 황폐화 되지 않은 20%는 "블루 존"으로, GDI가 이 지역을 통제하고 있고, 인류의 마지막 희망이라고 불린다.
2047년 3월 노드가 GDI의 궤도 지휘본부인 필라델피아를 핵 미사일로 제거함으로써, GDI의 세계 감시가 무력화되었다. 두 번째 타이베리움 전쟁 이후로, 노드는 조용히 세력을 키워왔고, GDI와 블루 존 사람들에게 대항하도록 옐로 존 사람들을 동요시켜, 노드는 옐로 존의 사람들을 지지자로 만들었다. GDI가 노드와의 전쟁을 준비할 새도 없이 블랙핸드 강습보병이 지휘한 공세는 전 지구를 장악하였으나, 나머지 GDI의 정예 군대와, 지구에 남은 정치인들은 주도권을 잡게 되었고, 그들의 힘으로 노드를 무찔러 승리하게 된다.
노드와의 전투가 끝난 후 뒤이어 액화타이베리움의 신호에 반응해 지구궤도로 진입한 '스크린(Scrin)'이라 불리는 외계인이 갑자기 전투에 끼어드는 바람에, 3차 타이베리움 전쟁의 양상을 변화시켰다.

## 진영별 설명

#### 지구 방위 기구 (Global Defense Initiative)
전쟁을 두 번 겪고 나서, 지구 방위 기구의 성격과 내부는 초국가적으로 변모하게 되었고, 세계의 대부분의 현대적인 군대는 모두 GDI로 넘어와, 범지구적인 군사세력이 되었다.
GDI의 군대는 뛰어난 장갑과 무기를 가지고 노드 형제단과 싸웠고, 그에 대응하여, 노드는 타이베리움에 기초한 기술을 응용한 게릴라 전술로 나가게 되었다.
2047년에 GDI는 전쟁의 다방면적인 면에 맞게 분산적으로 다시 편성하면서, 전방기지들을 폐쇄하고 증명된 기술을 이용하며, 효율적인 육군과 해군을 바탕으로 궤도 폭격 인공위성 네트워크를 사용하였다. GDI의 슈퍼무기는 모든 타이베리움 전쟁에 나온 궤도 무기인 이온 캐논으로써, 예전에 비해 더 좋은 성능을 보여주고 있다.

#### 노드 형제단 (Brotherhood of Nod)
노드 형제단은 신비롭고, 수수께끼에 쌓여있는 군사 집단으로써, 고대에서 기원하는 걸로 알려져 있다.
현대에 노드는 종교 집단적인 모습을 보여주기도 했고, 초국가 기업의 모습, 그리고 초국가 적인 모습을 보여 주기도 하였다. 노드는 케인이라고 알려진 신비스러운 사나이가 이끌고 있으며,
그리고 그는 커맨드 앤 컨커 3의 세계에 지대한 영향을 미치고 있다. 노드는 GDI에 대한 증오와 복수를 기반으로 하고 있으며, 유독하면서 독성이 있는 타이베리움이 가치가 있다는 종교적인 믿음을 바탕으로 하고 있다. 노드의 군대는 케인과 형제단에게 완벽하게 자신을 바치면서, 그들은 싸움에 자진해서 나간다.

#### 스크린 (Scrin)
세 번째 외계인 종족은 스크린이라 알려져 있으며, 스크린은 지구에 뿌려둔 타이베리움을 수확하러 왔다. 그들은 지구에 액화 타이베리움 폭발이 일어나면 동면에서 깨도록 프로그래밍 해놨는데, 사라예보에 있는 노드의 최고사원에서 나온 액화 타이베리움 반응을 보고 지구로 오게 된다. 스크린은 자신들이 부닥친 행성의 토착민(인간) 문명이 아직도 강하다는 것과, 전투적인 종족이 있다는것에 놀라, 지구에 군사공격을 시작하게 된다. 그들의 유닛과 건물은 생체공학적이면서, 곤충과 같은 모양을 취하고 있다. 그리고 스크린은 경제와 군사적인 면에 타이베리움과 매우 밀접한 관련이 있는데, 그들은 타이베리움을 더 빨리 자라게 하고, 그리고 더 빠른 자원 채광, 그리고 무기에도 사용하고 있다. 스크린의 슈퍼무기는 균열 발생기인데, 균열 발생기는 우주공간에 균열을 만들어, 목표지점에 있는 모든 것을 우주공간으로 빨아들일 수 있다.
이들은 타이베리움을 '이코르'라고 부르고 있다.

## 동영상 출연 배우
EA는 초기 예고편에서, 커맨드 앤 컨커 3: 타이베리움 워에서도 노드 형제단의 지도자인 케인을 조지프 D. 쿠칸이 직접 연기하였다.. 그러나, 게임의 동영상 감독은 이제까지의 C&C의 영상감독인 조지프 D. 쿠칸이 하지 않고, 영화감독인 리처드 테일러가 맡았다.
커맨드 앤 컨커: 타이베리움 워의 모든 동영상 출연 배우들은 영화와 드라마를 통해 많은 사람들에게 잘 알려진 배우다.

#### GDI 진영측

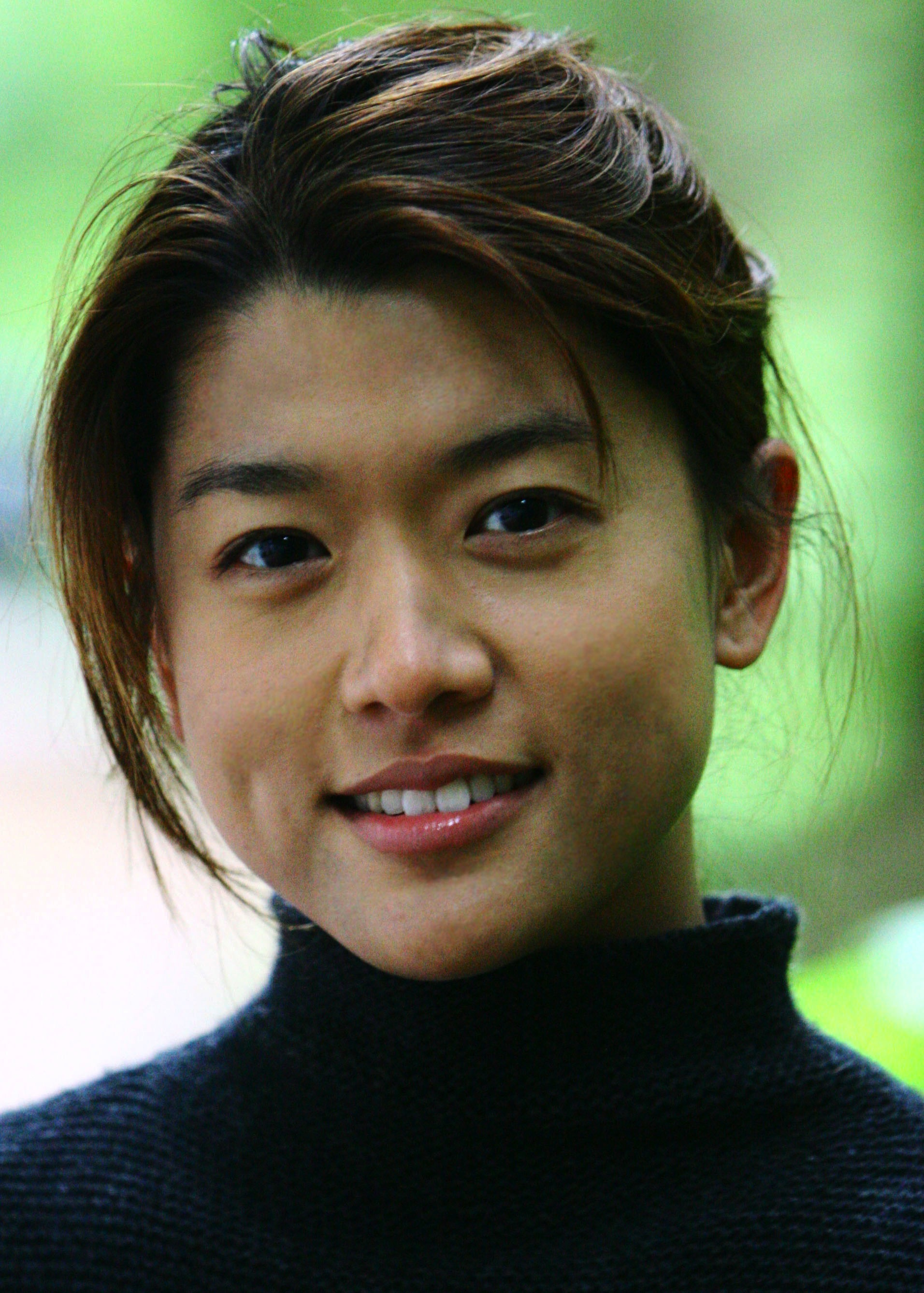
그레이스 박, 산드라 텔페어 중위 역

- 마이클 아이언사이드(Michael Ironside). 영화 탑 건, 스타쉽 트루퍼스, 톰 클랜시의 스프린터 셀 비디오 게임 시리즈, 시 퀘스트 DSV) 에 출연하였으며, 커맨드 앤 컨커: 타이베리움 워에서는 GDI군의 소장(小將) 잭 그랭거(Jack Granger) 역을 맡았다.
  - 전쟁이전의 적의 행동을 아군에 대한 위협이라고 생각하는 현실적인 지도자로 묘사되었다.
- 그레이스 박(Grace Park) 드라마 배틀스타 갈락티카에 출연하였으며, 그녀는 GDI군의 산드라 텔페어 중위 (Lt.Sandra Telfair) 역을 맡았다.
  - 그랭거 장군의 부관이며 미션 브리핑을 담당한다.
- 제니퍼 모리슨(Jennifer Morrison) 드라마 하우스에 출연했으며, 그녀는 GDI군의 커스 제임스 중위(Lt. Kirce James)역을 맡았다.
  - 그녀는 전략적인 참모이자, 적군의 방어 태도를 잘 알고 있다.
- 빌리 디 윌리엄즈(Billy Dee Williams) 영화 스타워즈 에피소드 V 제국의 역습, 스타워즈 에피소드 VI 제다이의 귀환, 배트맨에 출연하였으며, 그는 GDI군의 재무국장 레이먼드 보일(Redmond Boyle)역을 맡았다.
  - 스크린의 지구침공을 부른 액체 타이베리움 폭탄을 GDI군이 사용하게 하려고 하였으나, 전쟁범죄 행위로 간주되어 전쟁이 끝난 뒤 사임, 군법재판에 회부되었다.
  - 또한 노드의 필라델피아 위성 공격 당시 지구에 있어서 화를 면하였다.

#### NOD 진영측
- 조쉬 홀로웨이(Josh Holloway) 드라마 로스트에 출연하였으며, Nod측의 정보요원 아제이 요원(Intelligence Agent Ajay)역을 맡았다.
  - 그는 의문에 싸인 인물이다.
- 트리샤 헬퍼(Tricia Helfer) 드라마 배틀스타 갈락티카에 출연하였으며, Nod측의 킬리안 카타르 장군(General Kilian Qatar)역을 맡았다.
  - 그녀는 게임상에서 외계인(스크린)의 침공을 불러온 케인에 대해 부정적인 입장을 취하고, 일시적인 GDI와 연합하여 스크린을 방어하는 계획을 실천하였으나 숙청당하였다.

## 더 많은 사실들
- 타이베리움과 예전의 자원 채취, 이동 건설차량, 교량 파괴 및 복구 방식이 돌아왔다.
- 커맨드 앤 컨커: 타이베리움 워는 커맨드 앤 컨커: 제너럴 이전의 사이드바 시스템으로 돌아갔다.[11]
- 커맨드 앤 컨커: 타이베리움 워의 사운드트랙은 과거 커맨드 앤 컨커 시리즈의 프랭크 클레팍키(Frank Klepacki)와 빌 브라운(Bill Brown) 대신 스티브 자발론스키가 담당했다.[12]
- 모드: 커맨드 앤 컨커3: 타이베리움 워는 게임의 외전격에 해당하는 모드가 여러개 존재하며 포가튼 종족을 다룬 '더 포가튼'모드와 타이베리움 에센스 모드 등이 존재한다. http://www.moddb.com/mods?filter=t&=Search&kw=&released=&style=def&theme=&game=196&type=
- 커맨드 앤 컨커 3의 그래픽에는 많은 부분이 변경된 세이지 엔진이 사용되었다. SAGE 기술은 제너럴과, 중간계전투 등에 사용되었고, C&C3은 SAGE엔진의 여러 가지 특성(맵에서의 특정한 부분을 확대/축소 가능, 맵을 360도 돌릴 수 있는 점)등을 잘 보여주고 있다.* 커맨드 앤 컨커 3: 타이베리움 워는 엑스박스 360으로 발매되기도 하였다.[13]
- 2007년 6월, 소설가 Keith R.A. DeCandido가, 커맨드 앤 컨커: 타이베리움 워를 소설로 옮기고 Del Rey Books 출판사가 그 소설을 출판하였다.
- 몇몇 게임상의 지도에서 예전 시리즈에 등장한 매머드 Mk Ⅱ와 타이탄의 잔해가 포함되어 있다. 게임은 2047년을 배경으로 하고 있으며, 매머드 Mk Ⅱ는 2039년에 퇴역한 상태로 설정되어있기 때문이다.
- 커맨드 앤 컨커: 타이베리움 워가 발매될 때 공식 맵 에디터도 함께 발매되었다.[14]

## 평가
| 통합 점수   | 통합 점수 |
| 통합사      | 점수      |
| ----------- | --------- |
| 메타크리틱  | 85% (PC)  |
| 평론 점수   |           |
| 평론사      | 점수      |
| 1UP.com     | A         |
| 유로게이머  | 8/10      |
| 게임 인포머 | 8.5/10    |
| 게임프로    | [ 19 ]    |
| 게임스팟    | 9/10      |
| 게임스파이  | [ 21 ]    |
| IGN         | 8.5/10    |
| OXM (US)    | 8.0/10    |

| 수상                                              | 수상                                      |
| 평론사                                            | 수상                                      |
| ------------------------------------------------- | ----------------------------------------- |
| Gamestar                                          | Best RTS Game of 2007                     |
| G-Phoria Awards (2007)                            | Best Strategy Game                        |
| 1UP                                               | Strategy/Simulation Game of 2007          |
| Firing Squad (2008)                               | Number 10 on Top Ten PC Games of 2007     |
| 11th Annual Interactive Achievement Awards (2007) | Best Strategy/Simulation Game of the Year |